# 4.000 palabras
4.000 palabras es el segundo álbum de estudio de la cantante española Conchita, lanzado al mercado en 2009. Su sencillo de presentación fue «Cuéntale».
Debutó en el puesto 10 de la lista de ventas de álbumes de España.

## Lista de canciones
| N.º | Título                                | Letras   | Música   | Duración |  |
| 1.  | «¿Dónde lo guardo?»                   | Conchita | Conchita | 03:52    |  |
| 2.  | «Tanto tiempo»                        | Conchita | Conchita | 03:06    |  |
| 3.  | «Cuéntale»                            | Conchita | Conchita | 03:38    |  |
| 4.  | «Ya pasó»                             | Conchita | Conchita | 03:47    |  |
| 5.  | «Un trocito de aire»                  | Conchita | Conchita | 03:43    |  |
| 6.  | «Desde fuera»                         | Conchita | Conchita | 03:15    |  |
| 7.  | «El manual»                           | Conchita | Conchita | 02:52    |  |
| 8.  | «Palabras tristes o te echo de menos» | Conchita | Conchita | 02:49    |  |
| 9.  | «Se cerró la puerta»                  | Conchita | Conchita | 03:26    |  |
| 10. | «Dicen»                               | Conchita | Conchita | 03:38    |  |
| 11. | «Tan despacio»                        | Conchita | Conchita | 04:06    |  |
| 12. | «Me voy»                              | Conchita | Conchita | 02:38    |  |
| 13. | «Soy un gato»                         | Conchita | Conchita | 03:54    |  |
| 14. | «Cambiemos la historia»               | Conchita | Conchita | 03:01    |  |
| 15. | «Qué suerte»                          | Conchita | Conchita | 03:18    |  |

## Posiciones en la lista PROMUSICAE
| Posición | 10 | 6 | 7 | 7 | 5 | 4 | 5 | 5 | 6 | 9 | 9 | 10 | 11 | 18 | 18 | 20 | 22 | 19 | 21 | 25 | 23 | 22 | 27 | 30 | 33 | 29 | 32 | 31 | 31 | 18 | 35 | 42 | 39 | 36 | 38 |

| Posición | 32 | 44 | 40 | 34 | 41 | 45 | 47 | 50 | 49 | 55 | 68 | 63 | 56 | 62 | 59 | 61 | 66 | 74 | 79 | 65 | 71 | 69 | 77 | 83 | 100 | 99 | 51 | 86 | 90 | 91 | 97 | 99 | 95 | 98 | 100 |